# Heraclia pardalina
Heraclia pardalina is een vlinder uit de familie uilen (Noctuidae). De wetenschappelijke naam van deze soort is voor het eerst geldig gepubliceerd in 1869 door Walker.
De soort komt voor in tropisch Afrika.